# 기사단 총장

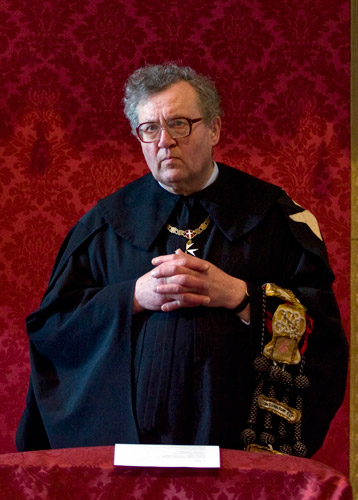
몰타 기사단 제79대 총장 매튜 페스팅

총장(總長,라틴어: Magister generalis 마기스테르 게네랄리스[*], 독일어: Großmeister 그로스마이스터[*], 영어: grandmaster 그랜드마스터[*])은 기사수도회와 수도회 또는 민간 결사를 포함한 다양한 기사단의, 일류 지도자의 계급이다.

## 같이 보기
- 성전기사단 총장